# Morutsha
Morutsha est une ville du Botswana, située dans le Ngamiland Delta, district du Nord-Ouest.